# Stanislaus Bornbach
Stanislaus Bornbach, auch Stenzel Bornbach (* 14. Januar 1530 in Warschau; † 27. März 1597 in Danzig), war ein Chronist.

## Leben
Stanislaus wurde als Sohn des präsidierenden Bürgermeisters von Warschau Georg Bornbach und seiner Frau Elisabeth Beyer (Danziger Ratsherrentochter) geboren. Er studierte an der Universität Wittenberg und führte dann Reisen nach Frankreich, Brabant, Holland und Deutschland durch. 1557 wählte er Danzig als seinen ständigen Aufenthaltsort und erwarb das Bürgerrecht. 1561 Vorsteher des Gertruden-Hospitals, wurde er 1570 Ratsherr dritter Ordnung der Stadt Danzig und 1571 Stadtschreiber an der großen Mühle.
Bedeutung erlangte Bornbach als Chronist der preußischen und der Danziger Geschichtsschreibung. Dazu baute er eine Sammlung auf, die Chroniken, Landesakten, Urkunden und Gesandtschaftsberichte umfasste. Diese dossierartige Sammlung diente später als Vorlage für weitere historische Ausarbeitungen zu Danzig und Preußen. Handschriften befinden sich heute u. a. in Berlin, Danzig und Moskau.